# Port lotniczy Kassala
Port lotniczy Kassala (IATA: KSL, ICAO: HSKA) – port lotniczy położony w Kassali, w Sudanie.

## Linie lotnicze i połączenia
| Linia Lotnicza | Kierunek   |
| -------------- | ---------- |
| Badr Airlines  | 1. Chartum |